# Alma Adams

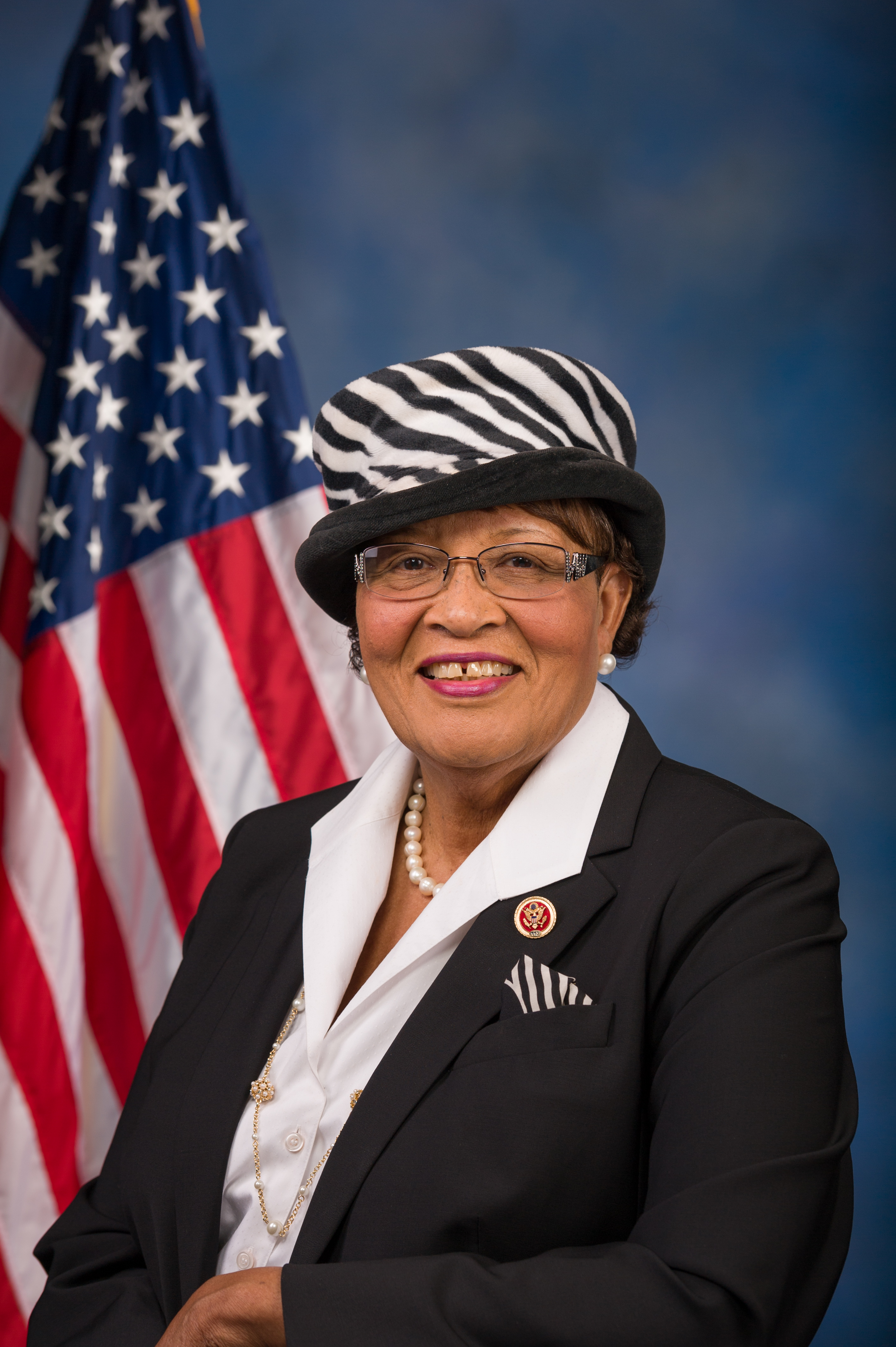
Alma Adams (2015)

Alma Shealey Adams (* 27. Mai 1946 in High Point, Guilford County, North Carolina) ist eine US-amerikanische Politikerin der Demokratischen Partei. Seit November 2014 vertritt sie den zwölften Distrikt des Bundesstaats North Carolina im US-Repräsentantenhaus.

## Privatleben
Im Jahr 1964 absolvierte Alma Adams die West Side High School in Newark (New Jersey). Anschließend studierte sie bis 1972 an der North Carolina Agricultural and Technical State University in Greensboro, wo sie einen Bachelor of Science sowie einen Master of Science in Kunst (Lehramt) erlangte. Danach setzte sie bis 1981 ihr Studium an der Ohio State University in Columbus fort und schloss es mit einem Ph.D. ab.
Beruflich war sie von 1972 bis 2012 Mitglied der Fakultät des Bennett College in Greensboro. Von 1984 bis 1986 war sie Mitglied im Bildungsausschuss von Greensboro; von 1987 bis 1994 saß sie im dortigen Stadtrat. Von 1994 bis 2014 war sie Abgeordnete im Repräsentantenhaus von North Carolina.
Alma Adams hat einen Sohn und eine Tochter.

## Politik
Politisch schloss sie sich der Demokratischen Partei an. Von 1994 bis 2014 war sie Abgeordnete im Repräsentantenhaus von North Carolina.
Bei den Kongresswahlen des Jahres 2014 wurde Adams im zwölften Wahlbezirk von North Carolina in das US-Repräsentantenhaus gewählt, wo sie die Nachfolge von Melvin Luther Watt antrat, der bereits am 6. Januar 2014 sein Mandat niedergelegt hatte, weil er zum Leiter der Bundesbehörde Federal Housing Finance Agency ernannt worden war. Dadurch war die Wahl am 4. November 2014 im zwölften Distrikt eine Doppelwahl. Zum einen wurde ein Nachfolger Watts zur Beendigung der laufenden Legislaturperiode bis zum 3. Januar 2015 gesucht, zum anderen wurde der neue Kongress gewählt. Alma Adams gewann beide Wahlen deutlich gegen den Republikaner Vince Coakley und konnte somit am 4. November 2014 in den Kongress einziehen.
Die Primary (Vorwahl) ihrer Partei für die Wahlen 2022 am 17. Mai gewann sie mit 91,7 % der Stimmen klar. Sie trat dadurch am 8. November gegen Tyler Lee von der Republikanischen Partei an und entschied diese Wahl mit 62,6 % der Stimmen deutlich für sich. Bei der Wahl zum Repräsentantenhaus 2024 wurden die Vorwahlen im 12. Kongresswahldestrikt abgesagt, da weder Adams noch der Republikaner Addul Ali Gegenkandidaten hatten. In der Wahl zum 119. Kongress erhielt Alma Adams 74 % der Stimmen. Dementsprechend ist sie im Repräsentantenhaus des 119. Kongresses vertreten. Die Legislaturperiode dauert vom 3. Januar 2025 bis zum 3. Januar 2027.

### Ausschüsse
Adams ist aktuell Mitglied in folgenden Ausschüssen des Repräsentantenhauses:
- Committee on Agriculture
  - General Farm Commodities, Risk Management, and Credit
  - Nutrition, Foreign Agriculture, and Horticulture
- Committee on Education and the Workforce
  - Higher Education and Workforce Development
  - Workforce Protections

Zuvor war sie auch Mitglied im Committee on Small Business, im Committee on Financial Services und im Joint Economic Committee.